# Norðurfjörður
Norðurfjörður ist ein kleiner Fjord in den Westfjorden von Island.
Der Fjord liegt in der Ostseite der Westfjorde nördlich der Bucht Trékyllisvík zwischen Urðarnes und Krossnes. Er reicht knapp 2 km weit in das Land und ist 1,3 km breit. Der Strandavegur (Straße 643) kommt aus Süden bei Hólmavík, umrundet den Fjord und endet an seinem Nordufer auf der Landzunge Krossnes, das für sein Schwimmbad bekannt ist. Die Straße ist in diesem Gebiet nur stellenweise asphaltiert. Die kleine Siedlung im Fjord trägt seinen Namen.